# Jyrgalbek Kalmamatov
Jyrgalbek Aytievitch Kalmamatov (en kirghize : Жыргалбек Айтиевич Калмаматов, né le 22 décembre 1972 à Gulcha en République socialiste soviétique kirghize en URSS et mort le 2 janvier 2018 au Kirghizistan) est un homme politique kirghiz.

## Biographie
Diplômé du Collège de Finance et d'Économie avec une spécialisation en taxation en 1993, Kalmamatov fait ses débuts professionnels dans diverses entreprises de la Province d'Och. Le 4 octobre 2015, il est élu député à la Zhogorku Kengesh en sixième position sur la liste électoral du Parti du Kirghizistan. Dans la nuit du 1er janvier au 2 janvier 2018, il est retrouvé mort chez lui à l'âge de 45 ans. Sa mort résulte d'une crise cardiaque. Le leader du Parti du Kirghizistan, Almazbek Baatyrbekov, annonce que sa dépouille sera transférée dans son village natal de Gulcha pour des funérailles qui devront avoir lieu le lendemain,.
Pour succéder à son siège au parlement, les deux candidats qui sont considérés comme naturels sont les deux suivants sur la liste de parti soit Nasyr Musayev et Ruslan Choibekov. Musayev sera finalement celui choisit et deviendra député le 16 avril 2018.

### Vie privée
Kalmamatov est marié et a neuf enfants.